# US Indoors 1975
Lo US Indoors 1975 è stato un torneo di tennis giocato sul sintetico indoor. È stata la 68ª edizione del torneo, che fa parte del Women's International Grand Prix 1975. Si è giocato a Charlotte negli USA dal 27 ottobre al 2 novembre 1975.

## Campionesse

### Singolare
Martina Navrátilová ha battuto in finale  Evonne Goolagong Cawley con il punteggio di 4–6, 6–2, 7–5

### Doppio
Billie Jean King /  Rosemary Casals hanno battuto in finale  Martina Navrátilová /  Chris Evert con il punteggio di 6–3, 6–4